# Abu Lahab
Abu Lahab, właściwie Abd al-Uzza Ibn Abd al-Muttalib (arab. عبد العزة بن المطلب; zm. ok. 624) – jeden ze stryjów proroka Mahometa. O jego przywiązaniu do wierzeń sprzed islamu świadczy jego prawdziwe imię: Abd al-Uzza (arab. ‘sługa bogini Uzzy’). Natomiast przydomek Abu Lahab zawdzięcza podobno temu, że miał nieustannie rozpłomienione policzki. Z małżeństwa z Umm Dżamil doczekał się dwóch synów, o imionach Utba i Utajba. Szyici twierdzą, że miał romans z Lajlą Bint Harmala, matką wodza Amra Ibn al-Asa, zdobywcy Egiptu, sunnici jednak zaprzeczają temu. Służąca u Abu Lahaba, Suwajba była jednocześnie mamką Mahometa oraz Hamzy, innego ze stryjów proroka islamu; nawróciła się później na islam.

## „Wa sabaha”
Pewnego razu Mahomet pouczony przez Boga, aby ostrzegł swoich rodaków przed ogniem piekielnym, wdrapał się na wzgórze Safa i krzyknął stamtąd: „wa sabaha!” Taki okrzyk wznosili Arabowie, jeszcze przed islamem, alarmując o zbliżaniu się wrogich wojsk, co następowało zwykle nad ranem. Mieszkańcy Mekki zebrali się więc na wezwanie Mahometa, zapytując się nawzajem, kim on jest. Mahomet zaś zwrócił się do zebranych: „Czy gdybym powiedział wam, że za tym wzgórzem czai się wróg, żeby was zaatakować, uwierzyli byście mi?” A kiedy potaknęli, bowiem Mahomet był powszechnie znany z uczciwości, powiedział im: „W takim razie ostrzegam was, że zmierzacie ku nawałnicy.” Wówczas Abu Lahab wystąpił z tłumu i wykrzyknął: „Obyś szczezł! Po to nas tu wezwałeś?”; według niektórych nawet rzucił w niego kamieniem. Istnieje wiele wersji tego przekazu, w różnych źródłach, m.in. w „Al-Dżami as-Sahih” Al-Buchariego. Niezależnie od szczegółów, wkrótce po tym wydarzeniu został objawiona sura „Al-Masadd”.
Inny hadis mówi, że Abu Lahab odmówił przyjęcia islamu, gdyż w ten sposób straciłby uprzywilejowaną pozycję w społeczeństwie.
Kiedy Mahomet modlił się pewnego razu przy Kabie, Abu Lahab cisnął wnętrznościami złożonej w ofierze kozy tak, iż przeleciały mu nad głową.

## Okoliczności śmierci Abu Lahaba
Na wieść o przegranej w bitwie pod Badrem (624), w której poległo mnóstwo mekkańczyków w starciu z muzułmanami, Abu Rafi, niewolnik wyzwolony przez Mahometa i żonę jego stryja, Abbasa, Umm Fadl, siadł w wielkim namiocie przy źródle Zamzam i zaczął ostrzyć strzały. Wówczas nadszedł Abu Lahab, który nie brał udziału w bitwie, lecz w zastępstwie wysłał Amra Ibn al-Asa. Kiedy wiadomość o zwycięstwie muzułmanów pod Badr przywiózł sam Abu Sufjan Ibn Harb, ówczesny wódz naczelny mekkańczyków, Umm Fadl i Abu Rafi nie kryli już radości, a młody wyzwoleniec miał nawet krzyknąć: „To sprawa aniołów!” Rozwścieczony Abu Lahab rzucił się na Abu Rafiego, chwycił go za głowę i zaczął nią bić o ziemię, a wtedy Umm Fadl chwyciła jeden z masztów namiotu i tak mocno uderzyła napastnika w głowę, iż pojawiła się na wierzchu kość czaszki. W tydzień później zmarł w wyniku infekcji jaka wdała się w ranę. Rodzina pozostawiła ciało Abu Lahaba w domu przez 2 lub 3 dni. Dopiero kiedy ktoś postronny zwrócił uwagę, że to wstyd pozostawiać zmarłego, żeby zgnił bez pochówku, jego synowie polali ciało wodą, wynieśli je poza miasto i obrzucili kamieniami, aż się zakryło.

## Abu Lahab w Koranie
Imię Abu Lahaba zostało uwiecznione (aczkolwiek negatywnie) w Koranie, w jednej z ostatnich sur tej księgi (111.) – pt. Al-Masad.